# Kanton Frontenay-Rohan-Rohan
Kanton Frontenay-Rohan-Rohan (fr. Canton de Frontenay-Rohan-Rohan) je francouzský kanton v departementu Deux-Sèvres v regionu Poitou-Charentes. Skládá se z devíti obcí.

## Obce kantonu
- Amuré
- Arçais
- Bessines
- Épannes
- Frontenay Rohan-Rohan
- Le Vanneau-Irleau
- Saint-Symphorien
- Sansais
- Vallans